# Cantonul Hiersac
Cantonul Hiersac este un canton din arondismentul Angoulême, departamentul Charente, regiunea Poitou-Charentes, Franța.

## Comune
- Asnières-sur-Nouère
- Champmillon
- Douzat
- Échallat
- Hiersac (reședință)
- Linars
- Moulidars
- Saint-Amant-de-Nouère
- Saint-Genis-d'Hiersac
- Saint-Saturnin
- Sireuil
- Trois-Palis
- Vindelle